# 破碎的我巡回演唱会
破碎的我巡回演唱会又称破碎的我：豪华限定巡回演唱会（英語：Piece of Me: Exclusive Limited Tour）) 是美国歌手布蘭妮·斯皮爾斯的第十场巡回演唱会。该次巡演虽然与她2017年12月结束的拉斯维加斯驻唱布蘭妮：破碎的我有极大的相似之处，但是该表演根据演出效果的预期加入了新的混音曲、制作技术、视觉效果，定制了曲目列表。
2017年夏季的巡演Britney: Live in Concert在亚洲进行了11场之后，更改日程至北美洲和欧洲的一些城市进行。该巡演于2018年1月公布，7月开始。
破碎的我巡回演唱会在Pollstar的2018年度百大巡演排行榜上分别名列第86（北美洲）和第30（全球）。演出共售出门票260,531张，收入54.3百万美元，位列2018年最高票房女性巡演第八、2018年英国最畅销女性巡演第二。
2018年9月5日，该巡演获2018年第44届人民选择奖巡演奖项提名。

## 背景
随着布兰妮第9张录音室专辑榮耀強襲的发行，她表示了希望再次进行国际性演出的意愿。2017年3月，在几个媒体对布兰妮演出计划的细节进行泄露之后，布兰妮公布了菲律宾与以色列的巡演日期，证实了上述的演出计划。巧合的是，布兰妮于以色列的表演日期撞上了当地工党的初选日期。工党出于布兰妮演出当日安保力量与交通状况的考量，只好将选举活动推迟了一天。日期公布后的几周，布兰妮又揭晓了更多亚洲巡演的日程安排。巡演期间，她进行了她在菲律宾、臺灣、泰国、香港、以色列的第一场演出。她第九章录音室专辑的巡演特别版在5月31日发行，同时巡演开始。
布兰妮被指演出还音。作为回应，布兰妮在一次以色列的电话采访中谴责道：“我确实开了点录音，但是现场是我的声音和录音混合起来的。”然而，尚有评论者对其回应的真实性表示质疑。数日后，布兰妮在其于新加坡的一场演出中现场为粉丝演唱了《生日快乐歌》。2017年3月，当地媒体报道布兰妮在特拉维夫雅孔公園为超过六万粉丝进行表演。由于演出，以色列工党将新领导人选举延期一天。选举活动原本定于7月3日，与布兰妮的演出撞期，但是工党官员担心交通阻塞以及党员可能优先选择观看表演而不得已为之。
2017年12月22日，布兰妮宣布她将前往丹麦，在斯坎讷堡音乐节表演。2018年1月23日，布兰妮公布了北美洲与欧洲的巡演日期。2018年2月13日，布兰妮额外发布了英国与巴黎的演出日程。她还宣布在欧洲阶段Pitbull将于选定的日期之内前来助阵。
于美国的演出由百事公司赞助，而在英国的演出则由布兰妮香水赞助。

## 所获评价
该次巡演在进行过程中收获了两极化的评价。《Miami New Times》的Cristina Jerome称：“破碎的我巡回演唱会是老粉儿的福利。这位流行公主给了观众们一个机会来体验她那自90年代至今的音乐生涯，同时带来了一些新专辑《荣耀》主打歌曲的新鲜感。”虽然布兰妮的演出制作与舞台表现令人眼前一亮，对于还音的指责也被提及。对于有关还音的谴责，《獨立報》的Louis Staples不以为然，他回顾了那场打破纪录的布莱顿骄傲游行演唱会，并称：“是布兰妮在面对困境时的坚强与脆弱让她的粉丝喜爱她。一些别的明星做了会声名尽毁的事情，她做了也会很快被原谅，就比如她著名的对现场演唱的厌恶。”后来他还提到，粉丝们纯粹是为了热门歌曲而来，“她那闪耀亮眼的表演证实了很少有人能够匹敌其文化影响力，或者就像她那样代表‘超级巨星’、‘大名人’。20年过去了，人们依然想捞她一笔回忆。”《Metro》的Emma Kelly报道称：“这位流行乐的传奇、从离婚案的一地鸡毛、精神崩溃和动辄得咎的状态之中涅磐而生的凤凰，已经带着她的破碎的我拉斯维加斯驻唱走向了世界；而就在昨晚，演出引爆了伦敦的O2体育馆。目睹了在布莱顿骄傲游行演唱会中57,000人在《再危險...我也要》开唱前齐声呐喊‘是谁？’的场面之后，我不清楚这场演唱会还能再如何改进。但布兰妮绝对是为舞台而生的女孩儿——昨夜便是极好的证据。”

## 商业成绩
欧洲和英国的需求量之大使票务站点崩溃，引起布兰妮在伦敦、布莱克浦和巴黎额外增加了演出日程。她在都柏林3Arena的演出门票不到10分钟就被抢购一空； 但是，由于巡演时间安排紧张，未能添加额外日程。根据，该巡演被评为2018年英国最畅销女性巡演第二名，仅次于泰勒·斯威夫特的舉世盛名體育場巡迴演唱會。 在奥斯陆，破碎的我巡演的观众超过20,000人，是在布兰妮欧洲（除去英国后）演唱会历史上出席人数最多的。
在伯利恒举办的演唱会创下了该场地门票销售速度最快的纪录（前保持者为1975樂團）。
布兰妮于欧洲阶段的第一场演出在于布莱顿普雷斯顿公园举办的布莱顿骄傲游行音乐节，出席人数为57,000，打破了纪录。8月11日，布兰妮在瑞典Göransson Arena表演，出席人数为10,951，打破了2012年蝎子乐队创下的10,500人的纪录。
2018年9月26日，布兰妮因在8个城市内售出100,891张门票、收入13.1百万美元，于《Pollstar》的演出排行（英語：Concert Pulse）中名列第17。
破碎的我巡回演唱会在Pollstar的2018年度百大巡演排行榜上分别名列第86（北美洲）和第30（全球）。演出共售出门票260,531张，收入54.3百万美元，位列2018年最高票房女性巡演第八、2018年英国最畅销女性巡演第二。

## 演出曲目列表
如下曲目列表代表了2018年7月12日在马里兰州国家港口举行的演出，其他场次的演出曲目可能略有差别。
1. "Work Bitch"
2. "Womanizer"
3. "Break the Ice" / "Piece of Me"
4. "...Baby One More Time" / "Oops!... I Did It Again"
5. "If I'm Dancing" (video interlude)
6. "Me Against the Music"
7. "Gimme More"
8. "Clumsy（英语：Clumsy (Britney Spears song)）" / "Change Your Mind (No Seas Cortés)"
9. "Scream & Shout" (video interlude)
10. "Boys"
11. "想过来吗？（英语：Do You Wanna Come Over?）"
12. "Work It（英语：Work It (Missy Elliott song)）" / "Get Ur Freak On（英语：Get Ur Freak On）" / "WTF (Where They From)（英语：WTF (Where They From)）" (dance break)
13. "Get Naked (I Got a Plan)" (video interlude)
14. "I'm a Slave 4 U" (contains elements of "Walk It Talk It（英语：Walk It Talk It）")
15. "Make Me..."
16. "Freakshow"
17. "Do Somethin'"
18. "Circus"
19. "If U Seek Amy"
20. "Breathe on Me"
21. "Slumber Party"
22. "Touch of My Hand"
23. "Toxic"
24. "Stronger" / "(You Drive Me) Crazy"

Encore
1. "Till the World Ends"

## 巡演日期
| 日期                  | 城市             | 国家             | 场馆                      | 开场人员         | 出席情况                | 收入             |        |
| 第一阶段——北美洲      | 第一阶段——北美洲 | 第一阶段——北美洲 | 第一阶段——北美洲          | 第一阶段——北美洲 | 第一阶段——北美洲        | 第一阶段——北美洲 |        |
| --------------------- | ---------------- | ---------------- | ------------------------- | ---------------- | ----------------------- | ---------------- | ------ |
| 2018年7月12日         | Oxon Hill        | 美国             | MGM National Harbor       | 不適用           | 5,357 / 5,538（97%）    | $1,555,048       |        |
| 2018年7月13日         | Oxon Hill        | 美国             | MGM National Harbor       | 不適用           | 5,357 / 5,538（97%）    | $1,555,048       |        |
| 2018年7月15日         | 安卡斯维尔       | 美国             | Mohegan Sun Arena         | 不適用           | 6,998 / 7,088（99%）    | $946,100         |        |
| 2018年7月17日         | 伯利恒           | 美国             | Sands Bethlehem Center    | 不適用           | 1,883 / 1,883 （100%）  | $766,222         |        |
| 2018年7月19日         | 大西洋城         | 美国             | Borgata                   | 不適用           | 不適用                  | 不適用           |        |
| 2018年7月20日         | 大西洋城         | 美国             | Borgata                   | 不適用           | 不適用                  | 不適用           |        |
| 2018年7月21日         | 大西洋城         | 美国             | Borgata                   | 不適用           | 不適用                  | 不適用           |        |
| 2018年7月23日         | 纽约             | 美国             | 无线电城音乐厅            | 不適用           | 11,754 / 11,754（100%） | $2,840,121       |        |
| 2018年7月24日         | 纽约             | 美国             | 无线电城音乐厅            | 不適用           | 11,754 / 11,754（100%） | $2,840,121       |        |
| 2018年7月27日         | 好莱坞           | 美国             | Hard Rock Event Center    | 不適用           | 9,756 / 9,756（100%）   | $1,983,200       |        |
| 2018年7月28日         | 好莱坞           | 美国             | Hard Rock Event Center    | 不適用           | 9,756 / 9,756（100%）   | $1,983,200       |        |
| 2018年7月29日         | 好莱坞           | 美国             | Hard Rock Event Center    | 不適用           | 9,756 / 9,756（100%）   | $1,983,200       |        |
| 第二阶段——欧洲        |                  |                  |                           |                  |                         |                  |        |
| 2018年8月4日          | 布莱顿           | 英格兰           | 普雷斯顿公园              | 不適用           | 不適用                  | 不適用           |        |
| 2018年8月6日          | 柏林             | 德国             | Mercedes-Benz Arena       | Pitbull          | 13,735 / 13,735 (100%)  | $1,045,280       |        |
| 2018年8月8日          | 斯坎讷堡         | 丹麦             | Skanderborg Dyrehave      | 不適用           | 不適用                  | 不適用           |        |
| 2018年8月10日         | 奥斯陆           | 挪威             | 泰倫拿體育館              | Pitbull          | 20,423 / 20,423 (100%)  | $1,838,118       |        |
| 2018年8月11日         | 桑德维肯         | 瑞典             | Göransson Arena           | Pitbull          | 不適用                  | 不適用           |        |
| 2018年8月13日         | 门兴格拉德巴赫   | 德国             | en\|Warsteiner HockeyPark | Pitbull          | Sparkassenpark]]        | 不適用           | 不適用 |
| 2018年8月15日         | 安特卫普         | 比利时           | Sportpaleis               | Pitbull          | 17,246 / 19,911 (86%)   | $1,351,033       |        |
| 2018年8月17日         | 斯卡布羅         | 英格兰           | Open Air Theatre          | Pitbull          | 不適用                  | 不適用           |        |
| 2018年8月18日         | 曼彻斯特         | 英格兰           | 曼彻斯特竞技场            | Pitbull          | 13,780 / 13,780 (100%)  | $1,472,230       |        |
| 2018年8月20日         | 都柏林           | 爱尔兰           | 3Arena                    | Pitbull          | 12,510 / 12,510 (100%)  | $1,124,171       |        |
| 2018年8月22日         | 格拉斯哥         | 苏格兰           | 水电竞技场                | Pitbull          | 10,623 / 10,623 (100%)  | $978,782         |        |
| 2018年8月24日         | 伦敦             | 英格兰           | O2体育馆                  | Pitbull          | 40,611 / 44,171 (92%)   | $4,540,070       |        |
| 2018年8月25日         | 伦敦             | 英格兰           | O2体育馆                  | Pitbull          | 40,611 / 44,171 (92%)   | $4,540,070       |        |
| 2018年8月26日         | 伦敦             | 英格兰           | O2体育馆                  | Pitbull          | 40,611 / 44,171 (92%)   | $4,540,070       |        |
| 2018年8月28日         | 巴黎             | 法国             | 雅高酒店体育馆]           | Pitbull          | 26,973 / 29,970 (90%)   | $2,387,006       |        |
| 2018年8月29日         | 巴黎             | 法国             | 雅高酒店体育馆]           | Pitbull          | 26,973 / 29,970 (90%)   | $2,387,006       |        |
| 2018年8月31日         | 伯明翰           | 英格兰           | Genting Arena             | Pitbull          | 不適用                  | 不適用           |        |
| 2018年9月1日          | 黑潭             | 英格兰           | Blackpool Tower Headland  | Pitbull          | 不適用                  | 不適用           |        |
| Leg 3 — North America |                  |                  |                           |                  |                         |                  |        |
| 2018年10月21日        | 奥斯汀           | 美国             | 美洲赛道                  | 不適用           | 不適用                  | 不適用           |        |